# Geelrugwidavink
De geelrugwidavink (Euplectes macroura) is een zangvogel uit de familie Ploceidae (Wevers).

## Verspreiding en leefgebied
Deze soort komt voor in westelijk, centraal, oostelijk en zuidoostelijk Afrika en telt 3 ondersoorten:
- Euplectes macroura macrocercus: Ethiopië, Oeganda en westelijk Kenia.
- Euplectes macroura macroura: van Senegal en Gambia tot zuidelijk Soedan en zuidwestelijk Kenia en zuidelijk tot Zambia, Malawi, Zimbabwe en westelijk Mozambique.
- Euplectes macroura conradsi: Ukerewe-eiland in het Victoriameer.